# 富田哲也
富田 哲也（とみた てつや、1973年2月6日 - ）は、レディオキューブ FM三重の元アナウンサーおよび元チーフプロデューサー。現在は総務部付課長代理。2023年3月、Twitterでパーキンソン病であることを公表。

## 経歴
大阪府大阪市出身。近畿大学附属高校、大阪芸術大学 芸術学部 放送学科を卒業後、1996年4月、FM三重にアナウンサーとして入社。1999年11月営業部に異動し放送の現場を離れていたが、2005年12月放送部に戻り、アナウンサーに復帰した。その後、2008年4月にFM三重・事業部に異動となるが、2009年10月にアナウンサーに再復帰している。2019年9月、突如、全番組を降板した。
大学生時代には、和歌山放送で番組契約のディレクター、パーソナリティを務めていたことがある。
学生時代、ボランティアとしてヨルダンのパレスチナ難民キャンプに派遣されたことをきっかけに、個人旅行に目覚め、訪問国は20カ国以上。
バハマで野生のイルカと、トンガで野生のザトウクジラと泳いだ経験をもつ。
2015年、FM三重開局30周年を機に、歌手の平井堅に記念曲の製作を依頼。この曲はレディオキューブFM三重開局30周年アニバーサリーソング「ON AIR」として発表され、2016年7月発表のアルバム「THE STILL LIFE」(BVCL-733)に収められている。
また、当時、鈴木英敬知事(当時)の特命を受け、三重で開催された「G7 先進国首脳会議　伊勢志摩サミット2016」の応援サポーターに平井堅が就任するよう尽力した。伊勢志摩サミット応援ソング「TIME」は、2016年7月発表のアルバム「THE STILL LIFE」(BVCL-733)に収められている。
それらがきっかけで、平井堅の初の全国ネットのラジオ番組「平井堅 NOW ON AIR 〜やっと逢えたね〜」(FM三重発JFN38局フルネット)の制作を手がける。

## 現在の担当番組
- CHOICE (金 13:30 - 15:50、2019年4月5日 - 2019年9月27日)

## 過去の担当番組
- EVENING COASTER (月 - 木 17:00 - 18:55、2010年4月1日 - 2019年3月28日)
- radio3 SOUND CRUISING
- FEEL THE GROOVE 78.9
- 鈴鹿サーキットフラワーガーデンホテル　WEDDING STORY